# Edward Neville (3e baron Bergavenny)
Pour les articles homonymes, voir Edward Neville.
Edward Neville (vers 1414 – 18 octobre 1476), 3e baron Bergavenny, est un aristocrate anglais.

## Biographie
Né aux alentours de 1414, Edward Neville est le treizième enfant et le huitième fils de Ralph Neville, 1er comte de Westmorland, et de sa seconde épouse Jeanne Beaufort. Avant le 18 octobre 1424, il épouse Elizabeth de Beauchamp, l'héritière de Richard de Beauchamp, 1er comte de Worcester et 3e baron Bergavenny, et d'Isabelle le Despenser. Il reçoit ainsi l'autorisation de porter le titre de baron Bergavenny, auxquelles sont attachées plusieurs terres situées dans le Monmouthshire, à l'exception de la ville d'Abergavenny et de ses dépendances, conservées par sa belle-mère à titre de douaire.
Après la mort d'Isabelle le Despenser en 1439, Abergavenny est transmise à son fils Henry de Beauchamp, issu d'un second mariage. Lorsque Henry meurt en 1446, Edward Neville profite de la minorité de sa fille Anne pour s'emparer d'Abergavenny. Il en est toutefois expulsé et, après la mort prématurée de la jeune Anne en 1449, sa tante paternelle Anne hérite d'Abergavenny conjointement avec son époux Richard Neville, un neveu d'Edward. À titre de compensation pour cette perte et pour la mort de son épouse en 1448, Edward Neville est créé suo jure baron Bergavenny en 1450.
Adoubé le 19 mai 1426 par Jean de Lancastre, 1er duc de Bedford, Edward Neville entre rapidement au service du roi Henri VI. Il est entre autres envoyé dans le Nord en 1438 où il sert comme juge de paix pour la ville de Durham. Par la suite, il est présent en Normandie en 1449 et doit laisser son fils aîné Richard comme otage aux Français lors de la reddition de la ville de Rouen. Enfin, il devient membre du conseil privé en 1454, lorsqu'il y est invité par son beau-frère Richard Plantagenêt, 3e duc d'York et Lord Protecteur du royaume pendant les phases de folie d'Henri VI.
Impliqué sporadiquement dans la guerre des Deux-Roses du côté de la maison d'York comme plusieurs membres de sa famille, Edward Neville est notamment présent à la bataille de Northampton le 10 juillet 1460, lève des troupes dans le Kent l'année suivante au nom d'Édouard IV en prévision de la bataille de Towton et assiste en décembre 1462 son frère William, 1er comte de Kent, et ses neveux Richard, 16e comte de Warwick, et John, 1er baron Montagu, dans le Nord de l'Angleterre au cours des sièges des forteresses lancastriennes d'Alnwick, de Bamburgh et de Dunstanburgh. 
Mais, contrairement à ses neveux Richard et John, il ne prend pas part aux soulèvements de la famille Neville contre Édouard IV entre 1469 et 1470, et survit à la déchéance de sa famille après la défaite et la mort du comte de Warwick à la bataille de Barnet en 1471. Ayant prêté serment de garantir la succession du futur Édouard V à Westminster le 3 juillet 1471, Edward Neville mène par la suite une existence retirée tout en recevant encore quelques commissions d'Édouard IV dans le Kent et meurt le 18 octobre 1476. Il est inhumé sur ordre de son fils et héritier George à Abergavenny.

## Descendance
Avant le 18 octobre 1424, Edward Neville épouse Elizabeth de Beauchamp, 3e baronne Bergavenny. Le couple a quatre enfants :
- Richard Neville (vers 1439 – avant 1476) ;
- George Neville (vers 1440 – 20 septembre 1492), 4e baron Bergavenny, épouse Margaret Fenn, puis Elizabeth Brent ;
- Alice Neville, épouse Thomas Grey ;
- Katherine Neville, épouse John Iwardby.

Devenu veuf le 18 juin 1448, il se remarie quelques mois plus tard avec Katherine Howard, fille de Robert Howard et de Margaret de Mowbray, et a trois enfants de ce mariage :
- Katherine Neville (vers 1452 – ?), épouse Robert Tanfield ;
- Margaret Neville (? – 1506), épouse John Brooke, 7e baron Cobham ;
- Anne Neville (? – 1480 ou 1481).